# 삼성 갤럭시 탭 4 8.0
삼성 갤럭시 탭 4 8.0(Samsung GALAXY Tab 4 8.0)는 삼성전자가 제조/판매하는 안드로이드 태블릿 컴퓨터로, 갤럭시 탭 3 8.0의 후속 제품이다.
2014년 만우절에 발표하여, 2014년 5월 1일 출시하였다.

## 연혁
- 2014년 만우절 : 제품 공개[3]

## 색상
- 블랙
- 화이트

## 운영 체제/소프트웨어

### 안드로이드 4.4 킷캣
안드로이드 OS 4.4.2 킷캣을 탑재하여 출시했다.

### 안드로이드 5.1.1 롤리팝
5.1.1 롤리팝 업데이트가 시작되었다.

## 변형 기종

### SM-T335F3
표준 LTE 모델과 동일하며, LTE 어드밴스트를 지원한다.

### 중국SM-T331C
표준 3G 모델과 동일하며, CDMA2000과 WCDMA를 지원하는 모델이다.

### 대한민국SM-T335K/L
KT, LG 유플러스를 통해 출시된 제품으로, SM-T335F3를 기반으로 LTE 어드밴스트를 지원하는 모델이다.

## 같이 보기
- 삼성 갤럭시 탭 3 라이트
- 삼성 갤럭시 탭 4 7.0
- 삼성 갤럭시 탭 4 10.1
- 삼성 갤럭시 탭 S 8.4